# YTN DMB
주식회사 YTN DMB는 YTN의 자회사로, 수도권과 강원영서 일부, 충남북부를 가시청권으로 하는 지상파DMB 방송국이며, 2005년 12월 1일부터 개국하였다.

## 채널 구성
| 앙상블명 | 채널명         | 송출형식          | 전송속도 | 자체/임대 |
| -------- | -------------- | ----------------- | -------- | --------- |
| mYTN     | HD mYTN        | 비디오 채널 (DMB) | ?        | 자체      |
| mYTN     | mYTN           | 비디오 채널 (DMB) | ?        | 자체      |
| mYTN     | LOTTE Homeshop | 비디오 채널 (DMB) | ?        | 임대      |
| mYTN     | TPEG(DTS)      | 데이터 채널       | ?        | 자체      |

## 비디오 채널
- YTN DMB

YTN DMB은 종합편성채널로, YTN의 뉴스콘텐츠와 교양 오락 등 다양한 정보성 프로그램으로 편성되어 있다.
지상파DMB 최초로 LPGA TOUR 경기를 생중계하고 있으며, 생활속의 과학 이야기 그리고 골프정보 프로그램 등 뉴스뿐만 아니라 다양한 정보들을 시청할 수 있다.
울산방송, 청주방송, 전주방송을 제외한 나머지는 지역방송없이 100% 본사 수중계이다.
편성표
YTN DMB 편성표
프로그램
- YTN 24
- YTN 스포츠24 - 진행: 조윤경 방송시간: 토 02:30
- YTN 시청자의 눈 - 진행: 박석원 방송시간: 일 09:30
- YTN 레저스포츠 말이 좋다 - 진행: 오수현, 오동건 방송시간: 토 07:30
- 산업뉴스 - 진행: 이창수, 박세정 방송시간: 월~금 오후 17시 45분
- 김정아의 공감 인터뷰 - 진행: 김정아
- mYTN 스페셜
- 생활과학토크 판도사2.0
- 한국의 맛
- YTN D-movie
- 과학,미래를 열다
- 무한상상 지식개발 무지개
- 사이언스 의학칼럼
- YOU are a 닥터
- 한정호의 인물 포커스
- ZOOM IN 현장
- 다큐 한국사探(탐)
- 황금나침반
- 날SEE
- 수학으로 푸는 세상의 비밀
- 다큐S+

- 롯데홈쇼핑

## 데이터 채널
- TPEG(DTS)

부가 데이터 서비스, 교통정보, 웹서비스 등 다양한 데이터 서비스를 제공하는 채널이다. 네비게이션에서는 YTN DMB TPEG 서비스를 제공하고 있다.

## 정파
매달 첫째 월요일 오전 2시부터 5시까지 계획정파를 실시한다. (수도권 직접송출 기준이며, 지역송출은 다를 수 있다.)

## 방송 송출 시설망
| 송신소        | 주파수            | 출력 | 송신소 위치                                | 비고 |
| ------------- | ----------------- | ---- | ------------------------------------------ | ---- |
| 관악산 송신소 | CH 8B (183.008㎒) | 2㎾  | 경기 안양시 동안구 비산3동 산3-1           |      |
| 남산 중계소   | CH 8B (183.008㎒) | 2㎾  | 서울 용산구 용산동2가 산1-3                |      |
| 파평 중계소   | CH 8B (183.008㎒) | 20W  | 경기 파주시 파평면 눌노리 산23-5           |      |
| 포천 중계소   | CH 8B (183.008㎒) | 20W  | 경기 포천시 신북면 기지리 산98-5           |      |
| 용문산 중계소 | CH 8B (183.008㎒) | 1㎾  | 경기 양평군 옥천면 용천리 산2-1            |      |
| 불광 중계소   | CH 8B (183.008㎒) | 90W  | 경기 고양시 덕양구 용두동 산30-1 (매봉)    |      |
| 하점 중계소   | CH 8B (183.008㎒) | 90W  | 인천 강화군 하점면 이강리 산173-3 (별립산) |      |
| 계양산 중계소 | CH 8B (183.008㎒) | 1㎾  | 인천 계양구 목상동 산57-1                  |      |
| 만월 중계소   | CH 8B (183.008㎒) | 90W  | 인천 남동구 간석3동 산32-1 (만월산)        |      |
| 안산 중계소   | CH 8B (183.008㎒) | 20W  | 경기 안산시 상록구 성포동 산40-1 (노적봉)  |      |
| 광교산 중계소 | CH 8B (183.008㎒) | 1㎾  | 경기 용인시 수지구 고기동 산52             |      |
| 운중 중계소   | CH 8B (183.008㎒) | 20W  | 경기 성남시 분당구 운중동 산83             |      |
| 광주 중계소   | CH 8B (183.008㎒) | 90W  | 경기 광주시 경안동 산20-42                 |      |
| 용인 중계소   | CH 8B (183.008㎒) | 90W  | 경기 용인시 처인구 역북동 산3-1            |      |
| 이동 중계소   | CH 8B (183.008㎒) | 90W  | 경기 용인시 처인구 이동읍 어비리 산80-1    |      |
| 안성 중계소   | CH 8B (183.008㎒) | 90W  | 경기 안성시 당왕동 산26 (비봉산)           |      |

## 같이 보기
- 디지털 멀티미디어 방송